# Kraptor
Kraptor es una banda de thrash metal originaria de San Cristóbal, Venezuela.

## Historia
Fue fundada en 2007 en San Cristóbal por Felipe "Phill" Alvarez y Jessy Jaimes, a los que se les unirían Angel Moreno y Giuliano Lossio.
En el año 2010 Kraptor fue elegido para abrir el festival Monsters of Rock en la ciudad de Maracay, Venezuela junto a los alemanes Tankard.
Luego de cuatro años haciendo de bajo perfil, en el año 2011 la banda ficha por la discográfica mexicana Cadaver Productions, y saca su primer álbum de estudio titulado Fucking Liar, un EP que contiene seis temas con líricas muy variadas, entre temas políticos y sociales principalmente.
Han tenido la oportunidad también de compartir escenario con bandas nacionales e internacionales como lo son: Violator (Brazil), Tungsteno (Argentina), Pendejo (Holanda), Tankard (Alemania), Yaotl Mictlan (USA), Intoxxxicated, Inquisidor, Brain Wash, Anabantha (México), Natastor, Krueger, Blasphemy, Moshpit (Venezuela), Legacy, Hedor, Patazera, Terminal War, Guerra Total, Enemy, War thrashed, Cuentos de los Hermanos Grind (Colombia) entre otras.
En el año 2012 editan un segundo álbum de estudio, larga duración, titulado Night of the Living Dead, también bajo la discográfica Cadaver Productions. Este álbum cuenta con la participación especial de Pedro Poney, vocalista de la banda brasilera de thrash ]metal Violator y también con la participación de Rick Rangel de la banda estadounidense Fueled by Fire, originaria de Los Ángeles, California.
Para agosto de 2012 emprenden una gira por México bajo el nombre Kraptor's Undead Chronicles Tour Mexico 2012, visitando las principales ciudades de ese país.
Más tarde, en 2012 son elegidos para ser la banda soporte de los brasileros Violator en el Metal Warrior Fest VI, en la ciudad de Bogotá, Colombia.
A finales del año 2012 el sello disquero Melomaniac Metalmedia Records otorgó a Kraptor el premio de "Mejor banda revelación" en la ceremonia de los Premios Melomaniac de ese año en Caracas, Venezuela.
Para el mes de mayo de 2013 la banda ficha además por la discográfica europea Chainsaw Distro de Grecia y anuncian la salida de su álbum Night of the Living Dead en una nueva versión europea bajo este sello.
A mediados de 2013 presentan un nuevo material discográfico, un Split titulado N.F.T.F.T. (New Forces Together For Thrash) junto a la banda de thrash metal Angry de Brasil. Este álbum es fabricado en São Paulo, Brasil, bajo la discográfica Faminttus Records.
En junio de 2015 Kraptor se presenta junto a Violator de (Brazil) y Tungsteno de (Argentina) en la ciudad de Bogotá, Colombia; en el festival de música BOGOTHRASH FESTIVAL OPEN AIR en su tercera edición hecha por primera vez al aire libre para esta ocasión.
En 2016 la banda toma una larga lista de shows nacionales hasta comienzos de 2017 cuando por discusiones en procesos creativos Jessy Jaimes y Angel Moreno dejan la banda y es cuando viene la renovación de la historia de Kraptor.
Para Febrero del año 2018 la banda Inicia un tour por Colombia y Ecuador Promocionando su nuevo disco "Friday Surgery Show" Radicándose en la Ciudad de Bogotá.
A mediados del año 2021 en reunión de sus dos fundadores Angel Moreno y Phill Alvarez se decide la culminación de la banda y el inicio de una nueva era con Virtual Street El nuevo proyecto de los músicos.

## Miembros
- Phill Alvarez -  Voz, Guitarra
- Eddie Cañizares - Guitarra
- Angel Moreno - Guitarra
- Jessy Jaimes - Batería

### Miembros pasados
- Giuliano Lossio - Voz/Bajo
- Leo Yáñez - Guitarra
- Andres Calafat - Bajo

## Discografía

### Álbumes de estudio
| Año de Lanzamiento | Título                                                              | Disquera            |
| 2011               | Fucking Liar (EP)                                                   | Cadáver Productions |
| 2012               | Night of the Living Dead                                            | Cadáver Productions |
| 2013               | N.F.T.F.T. (New Forces Together For Thrash) Kraptor & Angry (Split) | Faminttus Records   |